# Vicente Ridaura Álvarez
Vicente Ridaura Álvarez (Carlet, la Ribera Alta, 12 de desembre de 1909 - Tampico, Mèxic, 28 d'agost de 1980) fou un metge cirurgià. A l'inici de la Guerra Civil espanyola s'incorporà a l'Exèrcit de la República com a alferes metge provisional. Exiliat a Mèxic en finalitzar la guerra, va exercir a l'hospital de Tampico, ciutat on es va establir amb la seua muller, Cecilia Sanz Sanz, també metge. Va ser un dels fundadors, el 1950, de la facultat de medicina de la Universitat Autònoma de Tamaulipas, i el primer titular de la càtedra de fisiologia de la mateixa facultat.